# 설계상 결함

설계상 결함(Defective by Design, DBD), 고의적 결함, 의도적 결함은 자유 소프트웨어 재단(FSF)과 시빅액션스(CivicActions)가 주도하는 풀뿌리 반디지털 권한 관리(DRM) 이니셔티브이다. 2006년에 출범한 DBD는 DRM(디지털 제한 관리)이 기술에 고의로 결함을 일으키고 디지털 자유에 부정적인 영향을 미치며 “미디어 혁신, 독자의 개인정보 보호, 컴퓨터 사용자의 자유에 대한 위협”이라고 믿는다. 이 이니셔티브는 미디어 업계와 소프트웨어 업계의 DRM 사용에 반대하는 캠페인을 정기적으로 진행하여 DRM 반대 운동에 대한 인식을 높이고 업계에서 더 이상 DRM을 사용하지 않도록 압력을 가하고 있다. 이들은 시연에서 방호복을 사용한 것으로 유명하다.
DBD는 주류 사회 활동가들과 공통의 원인을 찾고 자유 소프트웨어 옹호자들이 사회적으로 참여하도록 장려하려는 FSF의 첫 번째 노력 중 하나를 나타낸다. 2006년 말 기준 이 캠페인에 등록된 회원 수는 12,000명이 넘었다.

## 같이 보기
- 자유 소프트웨어 재단의 윈도우 반대 캠페인
- 계획적 구식화
- 티보이제이션